# Muchodławka rajska
Muchodławka rajska (Terpsiphone paradisi) – gatunek średniej wielkości ptaka z rodziny monarek (Monarchidae). Zamieszkuje środkową i południową Azję. Nie jest zagrożony wyginięciem.

## Taksonomia
Po raz pierwszy gatunek opisał Karol Linneusz w 1758 na podstawie holotypu z Indii. Nowemu gatunkowi nadał nazwę Corvus paradisi. Obecnie (2021) Międzynarodowy Komitet Ornitologiczny (IOC) umieszcza muchodławkę rajską w rodzaju Terpsiphone. Wyróżnia 3 podgatunki. Klasyfikacja jest sporna. Niektórzy autorzy uznają muchodławkę rajską i czarnosterną (T. atrocaudata) za jeden gatunek ze względu na hybrydyzację. Autorzy Handbook of the Birds of the World wyróżniają 14 podgatunków muchodławki rajskiej. IOC 10 z nich uznaje za podgatunki odrębnego gatunku – muchodławki indochińskiej (T. affinis), a jeden – muchodławkę chińską (T. incei) – za odrębny gatunek.

## Podgatunki i zasięg występowania
IOC wyróżnia następujące podgatunki:
- T. p. leucogaster (Swainson, 1838) – obszary lęgowe od zachodniego Tienszanu na południe po północny Afganistan, północny Pakistan, północno-zachodnie i północno-centralne Indie oraz zachodni i centralny Nepal; zimowiska leżą we wschodnim Pakistanie i na Półwyspie Indyjskim[4]
- T. p. paradisi (Linnaeus, 1758) –  centralne i południowe Indie, centralny Bangladesz i południowo-zachodnia Mjanma; poza sezonem lęgowym także Sri Lanka[4].
- T. p. ceylonensis (Zarudny & Härms, 1912) – Sri Lanka[4]

## Morfologia
Długość ciała bez ozdobnych sterówek wynosi około 20 cm; ozdobne sterówki samca mogą wystawać o kolejne 30 cm. Masa ciała 20–22 g. Na głowie muchodławki rajskie mają czub. Samce występują w dwóch odmianach barwnych (patrz: polimorfizm), ciemnej i jasnej. Samce ciemnej odmiany mają ciemnoniebieskie, opalizujące ciemię kontrastujące z szarym gardłem i bokami głowy, u niektórych podgatunków także i gardło oraz pozostała część głowy są czarne i połyskujące. Wierzch ciała rdzawy, ogon jaśniejszy. Samce jasnej odmiany są całe białe z połyskliwą, niebieskoczarną głową oraz czarnymi lotkami I rzędu i stosinami pozostałych lotek. Samice są upierzone tak jak samce, nie mają jednak ozdobnych wydłużonych sterówek.

## Ekologia i zachowanie
Muchodławki rajskie występują przeważnie w gęstych lasach i zadrzewieniach. Żywią się owadami i pająkami.

### Lęgi
Okres lęgowy w Indiach i Pakistanie trwa od marca do sierpnia, w południowo-wschodniej Azji od marca do czerwca. Gniazdo ulokowane jest na drzewie, ma kształt kubka. Zniesienie liczy 3–4 jaja. Samica wysiaduje je przez 14–16 dni. Młode opuszczają gniazdo po 12 dniach życia.

## Status
IUCN uznaje muchodławkę rajską za gatunek najmniejszej troski (LC, Least Concern) od 2016 roku (od czasu zaakceptowania przez BirdLife International zmian w systematyce tego gatunku). Liczebność populacji nie została oszacowana, ale ptak ten opisywany jest jako zazwyczaj pospolity w obrębie swego zasięgu występowania. Trend liczebności populacji uznawany jest za stabilny.